# 1889
1889 (MDCCCLXXXIX) var ett normalår som började en tisdag i den gregorianska kalendern och ett normalår som började en söndag i den julianska kalendern.

## Händelser

### Januari
- 1 januari – Övergångsperioden för införandet av metersystemet, som påbörjades i Sverige 1878, avslutas, varvid metersystemet blir det enda lagliga måttsystemet i landet.
- 30 januari – Mayerlingdramat äger rum i Österrike.

### Mars
- 4 mars
  - Benjamin Harrison efterträder Grover Cleveland som USA:s president .
  - Finansmannen och den förre diplomaten Levi P. Morton, från New York, blir USA:s nye vicepresident  .
- 20 mars – USA:s soldater lämnar Samoa.[1]
- 23 mars – I Yngsjö i östra Skåne, Sverige mördas Hanna Johansson av sin make Per Nilsson och dennes mor, Anna Månsdotter. Yngsjömordet, som händelsen kallas, får stor uppmärksamhet då det framkommer att mor och son har haft ett incestuöst förhållande.

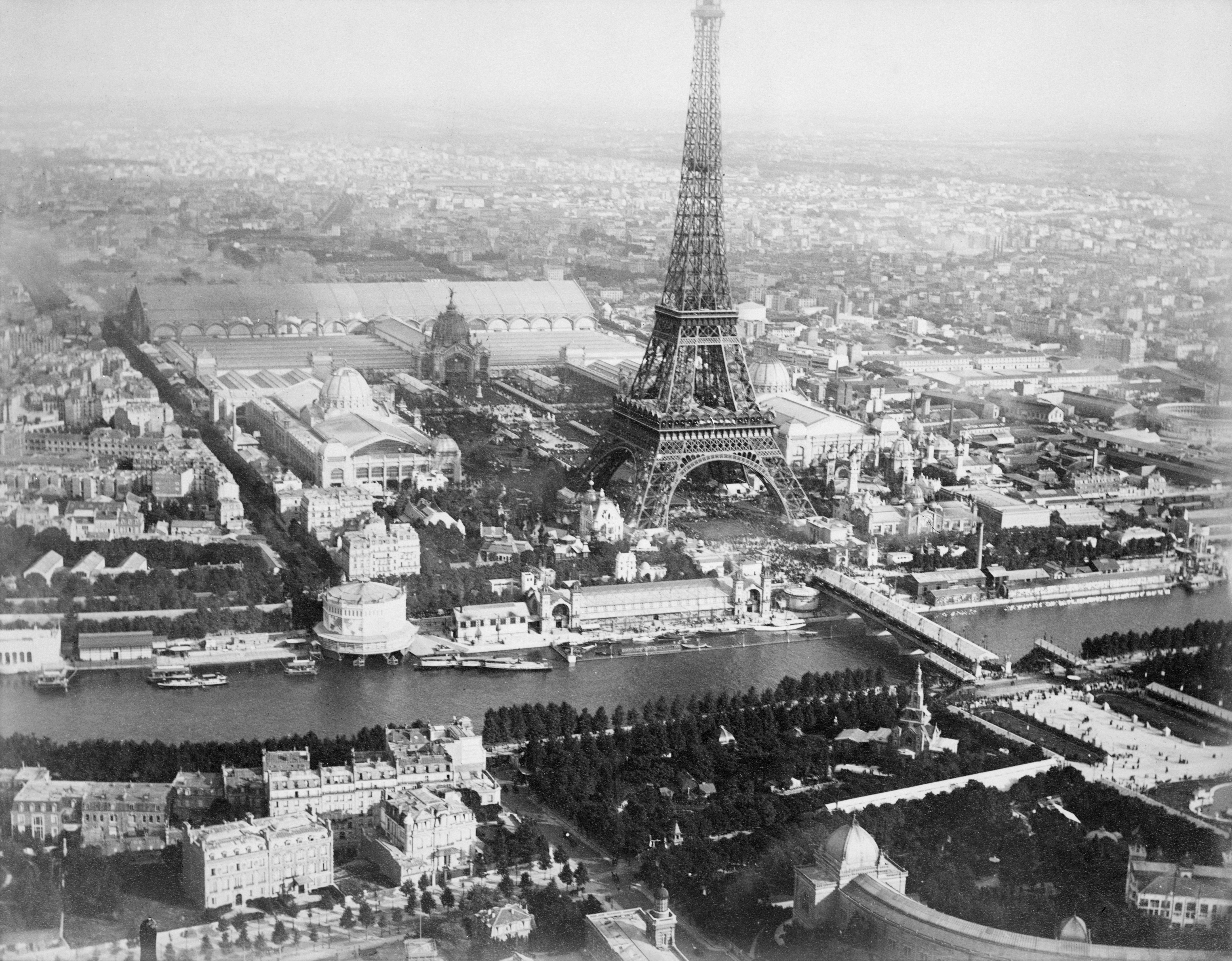
Eiffeltornet invigs.

- 31 mars – Eiffeltornet i Paris invigs som entré till världsutställningen Exposition Universelle 1889, som anordnas för att fira hundraårsjubileet av franska revolutionen.

### April
- 3 april – Lundsgårdmeteoritens nedslag, tredje bevittnade meteoritnedslag i Sverige
- 10 april – Hammarby IF Roddförening bildas på Bondegatan på Södermalm i Stockholm. År 1897 ändrar föreningen namn till det nu välkända Hammarby IF.
- 23 april – Sveriges socialdemokratiska arbetareparti (SAP) bildas med kollektivt ledarskap.

### Maj
- 6 maj – Exposition Universelle 1889 öppnar i Paris till 100-årsminnet av Franska revolutionen. Huvudattraktionen är Eiffeltornet.
- 29 maj – Helena Munktells opera I Firenze har premiär på Kungliga Teatern i Stockholm.
- 31 maj – En damm brister i sydvästra Pennsylvania i USA och staden Johnstown drabbas av en enorm flodvåg. Mer än 2 200 människor dör.

### Juni
- 26 juni – I Norge införs 7-årig skolplikt. Det fastslås även att den norska folkskolan skall benämnas "folkeskole" och inte "allmueskole" [2].

### Juli
- 5 juli – Smedstorps marknad anordnas för första gången.
- 30–31 juli – USA skickar soldater till Hawaii för att skydda amerikanska intressen[1] under en revolution.

### September
- 23 september – Det japanska spelföretaget Nintendo grundas och tillverkar från början spelkort.

### Oktober
- 12 oktober – Gillis Bildt avgår som svensk statsminister och efterträds av Gustaf Åkerhielm.[3]

### November
- 2 november – North Dakota [4] och South Dakota[5] blir den 39:e respektive 40:e delstaten att ingå i den amerikanska unionen.
- 8 november – Montana blir den 41:a delstaten att ingå i den amerikanska unionen.[6]
- 11 november – Washington blir den 42:a delstaten att ingå i den amerikanska unionen.[7]
- 14 november - Nellie Bly startar sin resa Jorden runt på 72 dagar, till 25 januari 1890, efter Jules Vernes fiktiva resa i Jorden runt på 80 dagar

- 15 november – Efter en militärkupp tvingas Peter II av Brasilien abdikera.[8]
- 18 november – Antislaveri-konferensen i Bryssel börjar och leder till kolonialmakternas undertecknande av Brysselakten, som förbjuder slavhandeln.
- 23 november – Den första jukeboxen tas i bruk vid Palais Royale Saloon i San Francisco.

### December
- December – Sophiahemmets sjukhus och sköterskeskola i Stockholm, Sverige invigs.[9]
- 2 december – Stockholms-Tidningen (ST) grundas och är från början liberal men blir socialistisk. Det är den första tidningen som når en upplaga på 100 000 exemplar.
- 30 december – 1889 års Kanunname förbjuder handeln med afrikanska slavar i Osmanska riket.

### Okänt datum
- En tidig metod för att mäta överföringen av högspänd likström (HVDC) utvecklad av den schweiziske ingenjören Rene Thury[10] marknadsförs kommersiellt i Italien av Acquedotto de Ferrari-Galliera-företaget. Detta system överför 630 kW på 14 kV DC på ett avstånd av 120 kilometer.[11][12]
- Harald Hjärne utnämns till professor i Uppsala.
- Sven Hedin påbörjar studier i Berlin.
- Sveriges första villastad byggs i Djursholm utanför Stockholm.
- Sveriges första antisemitiska organisation, Svenska Antisemitiska Förbundet, bildas i Stockholm.
- Thomas Alva Edisons uppfinning fonografen presenteras i Sverige.
- Vaxkabinettet Svenska Panoptikon öppnas i Stockholm.
- Ett kök inrättas i Nikolai folkskola där några flickor i avgångsklassen får hjälpa till med att laga mat och servera vid skolmåltiderna till de fattigaste barnen.
- Sverige inför en ny normalplan för folkskolorna.
- Spurling House, ritat av John Horbury Hunt, uppförs i Brighton i Victoria i Australien.[13]

## Födda

### Första kvartalet

#### Januari
- 21 januari – Hjalmar Lundholm, svensk skådespelare. (död 1972)
- 22 januari – Harry Hawker, australisk flygpionjär och företagare. (död 1921)
- 30 januari – Oscar Heurlin, svensk skådespelare. (död 1948)

#### Februari
- 2 februari – William Lee Knous, amerikansk demokratisk politiker och jurist, guvernör i Colorado 1947–1950. (död 1959)
- 6 februari – Elmo Lincoln, amerikansk skådespelare. (död 1952)
- 24 februari – Carl-Ernfrid Carlberg, svensk officer och olympisk guldmedaljör i gymnastik. (död 1962)
- 25 februari – Homer S. Ferguson, amerikansk republikansk politiker, diplomat och jurist, senator 1943–1955. (död 1982)

#### Mars
- 1 mars – Einar Vaage, norsk skådespelare. (död 1973)
- 4 mars – Pearl White, amerikansk skådespelare, stumfilmens drottning. (död 1938)
- 12 mars – Wacław Niżyński, polsk-rysk balettdansare och koreograf. (död 1950)
- 14 mars – Siri Dahlquist, svensk psalmförfattare. (död 1966)
- 27 mars – Eugen Skjønberg, norsk skådespelare. (död 1971)
- 31 mars – Carl O. Hertzberg, svensk skådespelare och producent. (död 1955)

### Andra kvartalet

#### April
- 2 april – He Yingqin, kinesisk politiker (nationalist). (död 1987)
- 4 april – Hans-Jürgen von Arnim, tysk militär, generalöverste 1942. (död 1962)
- 11 april
  - Paul Fanger, tysk sjömilitär, amiral 1942. (död 1945)
  - Nick LaRocca, amerikansk kornettist och jazzpionjär. (död 1961)
- 16 april – Charlie Chaplin, brittisk skådespelare, komiker. (död 1977)
- 20 april
  - Erik, svensk prins, son till Gustaf V och Victoria av Baden. (död 1918)
  - Adolf Hitler, tysk diktator 1933–1945[14]. (död 1945)
- 22 april – Richard Glücks, tysk SS-officer. (död 1945)
- 26 april – Ludwig Wittgenstein, österrikisk-brittisk filosof. (död 1951)

#### Maj
- 11 maj – William Purington Cole, amerikansk demokratisk politiker och jurist, kongressledamot 1927–1929 och 1931–1942. (död 1957)
- 20 maj – Karin Molander, svensk skådespelare. (död 1978)
- 25 maj
  - Oscar Rennebohm, amerikansk republikansk politiker, guvernör i Wisconsin 1947–1951. (död 1968)
  - Igor Sikorsky, rysk-amerikansk flygpionjär. (död 1972)
- 30 maj – Mortimer R. Proctor, amerikansk republikansk politiker, guvernör i Vermont 1945–1947. (död 1968)

#### Juni
- 14 juni – Ernst Nygren, svensk medeltidshistoriker och arkivarie. (död 1968)
- 15 juni – Hans-Jürgen Stumpff, tysk flygmilitär. (död 1968)
- 18 juni – Prentiss M. Brown, amerikansk demokratisk politiker, senator 1936–1943. (död 1973)
- 20 juni – Elsa Textorius, svensk skådespelare. (död 1972)
- 23 juni – Anna Achmatova, rysk poet. (död 1966)
- 30 juni – Allan Bengtsson, svensk höjdhoppare. (död 1955)

### Tredje kvartalet

#### Juli
- 2 juli – Åke Claesson, svensk skådespelare och sångare. (död 1967)
- 12 juli – Nils Ekstam, svensk skådespelare. (död 1946)
- 13 juli – Louise Mountbatten, drottning av Sverige 1950–1965, gift med Gustaf VI Adolf. (död 1965)
- 14 juli – Ante Pavelić, kroatisk politiker, grundare av den ultranationalistiska och fascistiska Ustaša-rörelsen. (död 1959)
- 16 juli – Joe Jackson, amerikansk basebollspelare. (död 1951)
- 17 juli – Erle Stanley Gardner, amerikansk författare. (död 1970)
- 20 juli
  - Ruth Weijden, svensk skådespelare. (död 1956)
  - Ernst Reuter, tysk politiker. (död 1953)
- 26 juli – Richard Svanström, svensk skådespelare. (död 1946)

#### Augusti
- 3 augusti – Anton Norling, svensk metallarbetare och riksdagspolitiker (kommunist). (död 1969)
- 5 augusti – Karl Ivan Westman, svensk kabinettssekreterare och ambassadör. (död 1970)
- 13 augusti – Arvid Gyllström, svensk-amerikansk akrobat, manusförfattare, producent och regissör. (död 1935)
- 16 augusti – Brynolf Stattin, svensk hemmansägare, lantbrukare och politiker (högerpartiet). (död 1961)
- 27 augusti – Gregor Paulsson, svensk konsthistoriker och professor. (död 1977)
- 30 augusti – Fritiof Domö, svensk godsägare och politiker. (död 1961)

#### September
- 2 september – Isaac Grünewald, svensk målare, grafiker, formgivare och konstpedagog. (död 1946)
- 12 september – John Botvid, svensk skådespelare, komiker, revyförfattare. (död 1964)
- 13 september – Arvid Petersén, svensk skådespelare, teaterregissör, kompositör, orkesterledare och sångare (baryton). (död 1937)
- 14 september – María Capovilla, ecaudoriansk kvinna, äldst i världen vid sin död 2006. (död 2006)
- 26 september – Martin Heidegger, tysk filosof. (död 1976)
- 27 september
  - Albin Ahrenberg, svensk flygare. (död 1968)
  - Lars Tessing, svensk manusförfattare. (död 1955)

### Fjärde kvartalet

#### Oktober
- 8 oktober – Lapp-Lisa (Anna-Lisa Öst), svensk kristen sångerska. (död 1974)
- 10 oktober – Han van Meegeren, nederländsk målare. (död 1947)
- 22 oktober – Otto Landahl, svensk skådespelare. (död 1949)
- 23 oktober – Anna Hillberg, svensk skådespelare. (död 1965)
- 30 oktober – Erik Baumann, svensk filmmusikkompositör. (död 1955)

#### November
- 8 november – Kurt Fricke, tysk sjömilitär, amiral 1942. (död 1945)
- 12 november – Eva Steen, norsk skådespelare. (död 1973)
- 14 november – Jawaharlal Nehru, indisk politiker, premiärminister 1947–1964. (död 1964)
- 16 november – Dietrich Kraiss, tysk militär, generallöjtnant 1942. (död 1944)
- 20 november
  - Ivar Johansson, svensk regissör och manusförfattare. (död 1963)
  - Edwin Hubble, amerikansk astronom. (död 1953)
- 25 november – Sigfrid Nordkvist, svensk lärare och politiker (folkpartist). (död 1962)
- 30 november – Edgar Adrian, brittisk neurofysiolog, nobelpristagare. (död 1977)

#### December
- 1 december – Vasilij Blücher, sovjetisk militär. (död 1938)
- 2 december
  - Arvo Aaltonen, finländsk simmare. (död 1949)
  - Margot Benary-Isbert, tysk-amerikansk författare. (död 1979)
- 4 december – Lloyd Bacon, amerikansk regissör och skådespelare. (död 1955)
- 7 december – Gabriel Marcel, fransk filosof. (död 1973)
- 8 december – Hervey Allen, amerikansk författare. (död 1949)
- 9 december – Hannes Kolehmainen, finländsk långdistanslöpare. (död 1966)
- 10 december – Ray Collins, amerikansk skådespelare. (död 1965)
- 11 december – Karl Nilsson, svensk vaktmästare och socialdemokratisk riksdagspolitiker. (död 1963)
- 12 december – Väinö Nuorteva, finländsk författare. (död 1967)
- 20 december – Otto Koehler, tysk zoolog. (död 1974)
- 23 december
  - Emil Brunner, schweizisk teolog. (död 1966)
  - Nils Lundell, svensk skådespelare. (död 1943)
- 25 december
  - Gabriel Alw, svensk skådespelare. (död 1946)
  - Osmín Aguirre y Salinas, salvadoransk militär och politiker. (död 1977)
- 26 december – Vladimir Sokoloff, rysk skådespelare. (död 1962)
- 31 december – Marcel Pilet-Golaz, schweizisk politiker. (död 1958)

## Avlidna

### Första kvartalet

#### Januari
- 9 januari – Alessandro Gavazzi, 79, italiensk agitator.
- 21 januari – Gustaf Skagerberg, 47, svensk fabriksarbetare och riksdagsman (socialdemokrat).
- 23 januari – Alexandre Cabanel, 65, fransk målare.
- 30 januari
  - Rudolf av Österrike, 30, österrikisk ärkehertig, kronprins.
  - Mary Vetsera, 17, österrikisk friherrinna, älskarinna till kronprins Rudolf av Österrike.

#### Februari

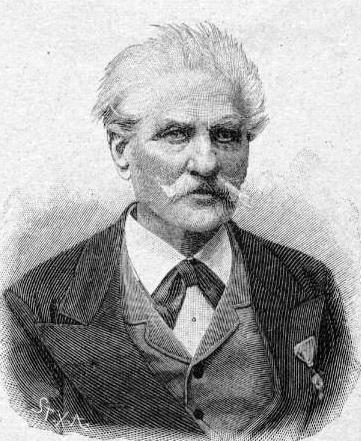
Den ungersk-tyske kompositören Joseph Gungl avled den 1 februari, 79 år gammal.

- Den ungersk-tyske kompositören Joseph Gungl avled den 1 februari, 79 år gammal.1 februari – Joseph Gungl, 79, ungersk-tysk kompositör.
- 3 februari – Belle Starr, 40, amerikansk brottsling.
- 4 februari – Franz von Holtzendorff, 59, tysk liberal jurist och skriftställare.
- 5 februari – Ole Jacob Broch, 71, norsk ekonom, matematiker och politiker.
- 12 februari – Mori Arinori, 41, japansk diplomat och politiker.
- 15 februari – Ernst Heinrich von Dechen, 88, tysk geolog.
- 16 februari – James M. Pendleton, 67, amerikansk republikansk politiker, kongressledamot 1871–1875.
- 20 februari
  - Sextus Otto Lindberg, 53, svensk botaniker.
  - Johann Wilhelm Preyer, 85, tysk målare.
- 26 februari – Karl Davydov, 51, rysk cellist och kompositör.
- 27 februari – John W. Johnston, 70, amerikansk demokratisk politiker, senator 1870–1871 och 1871–1883.

#### Mars
- 8 mars – John Ericsson, 85, svensk uppfinnare.
- 16 mars – Ernst Wilhelm Leberecht Tempel, 67, tysk astronom.
- 22 mars – Stanley Matthews, 64, amerikansk republikansk politiker och jurist.
- 27 mars – John Bright, 77, brittisk politiker.

### Andra kvartalet

#### April
- 7 april – Karl Benedikt Mesterton, 62, svensk läkare och akademisk lärare.
- 9 april – Michel-Eugène Chevreul, 102, fransk kemist.
- 23 april – Eugenia, 58, svensk prinsessa.
- 30 april – William Henry Barnum, 70, amerikansk demokratisk politiker och industrialist.

#### Maj
- 30 maj – Edward James Gay, 73, amerikansk demokratisk politiker, kongressledamot 1885–1889.

#### Juni
- 15 juni – Mihai Eminescu, 39, rumänsk senromantisk poet.
- 27 juni – Edvard Fredin, 32, svensk författare.

### Tredje kvartalet

#### Juli
- 19 juli
  - Elvira Madigan, 21, dansk cirkusartist.
  - Sixten Sparre, 34, svensk löjtnant.

#### Augusti
- 17 augusti – John C. Brown, 62, amerikansk demokratisk politiker och general, guvernör i Tennessee 1871–1875.

#### September
- 12 september – Numa Denis Fustel de Coulanges, 59, fransk historiker.
- 23 september – Wilkie Collins, 65, brittisk författare.

### Fjärde kvartalet

#### Oktober
- 7 oktober – Max Vogler, 35, tysk författare och litteraturhistoriker.
- 9 oktober – Otto Falk, 73, svensk militär och riksdagsman.
- 10 oktober – Adolph von Henselt, 75, tysk pianist och kompositör.
- 11 oktober – James Prescott Joule, 70, brittisk fysiker.
- 15 oktober – Edward A. Perry, 58, amerikansk demokratisk politiker, general och jurist, guvernör i Florida 1885-1889.
- 18 oktober – Antonio Meucci, 81, italiensk-amerikansk uppfinnare.
- 23 oktober – Columbus Delano, 87, amerikansk politiker.
- 19 oktober – Ludvig I av Portugal, 50, kung av Portugal 1861–1889.
- 25 oktober – Émile Augier, 69, fransk dramatiker och författare.

#### November
- 26 november – Carl Kämp, 41, finländsk krögare.

#### December

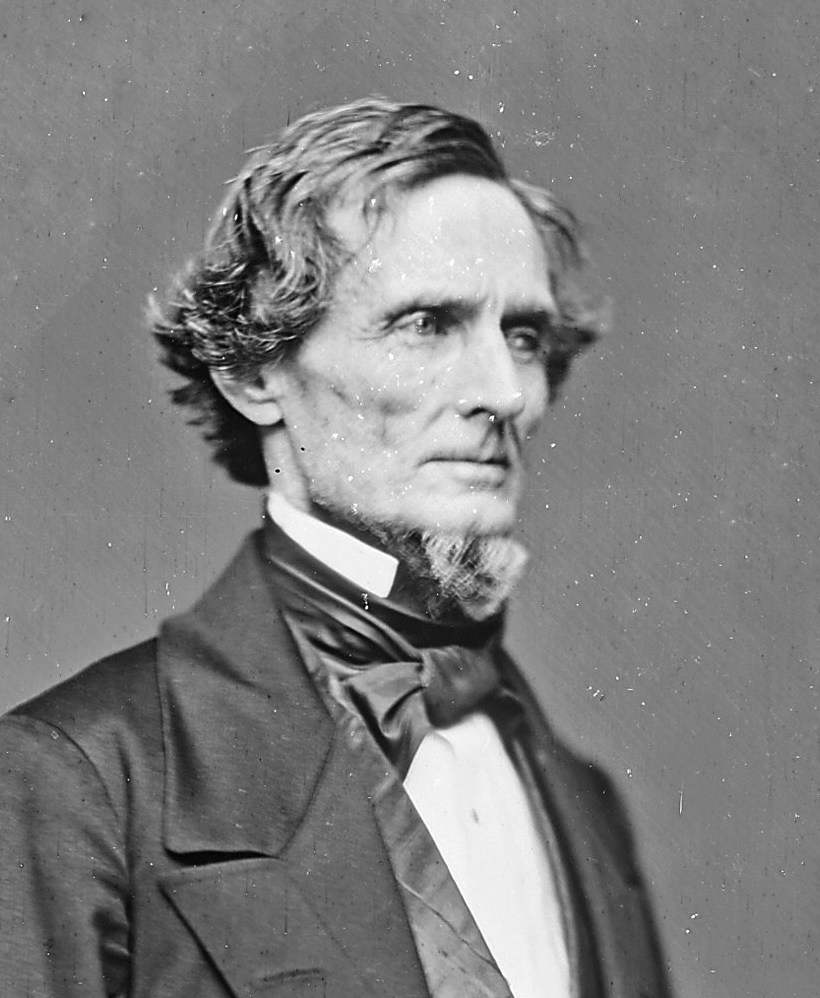
Den amerikanske sydstatspolitikern Jefferson Davis avled den 6 december, 81 år gammal.

- Den amerikanske sydstatspolitikern Jefferson Davis avled den 6 december, 81 år gammal.6 december – Jefferson Davis, 81, amerikansk politiker.
- 7 december – Gustav Friedrich von Beyer, 77, tysk militär.
- 8 december – Leopold zur Lippe-Biesterfeld-Weißenfeld, 74, preussisk politiker.
- 10 december
  - Ludwig Anzengruber, 50, österrikisk författare.
  - Lorenzo Respighi, 65, italiensk astronom.
- 12 december
  - Robert Browning, 77, brittisk poet.
  - Abel Pavet de Courteille, 68, fransk orientalist.
- 18 december
  - Adolph Blomeyer, 59, tysk agronom.
  - Wilhelm von Giesebrecht, 75, tysk historiker.
- 21 december
  - Joseph Lightfoot, 61, brittisk teolog.
  - Friedrich August von Quenstedt, 80, tysk geolog.
- 22 december – August Förster, 61, tysk skådespelare.
- 24 december
  - Sergej Botkin, 57, rysk läkare.
  - Charles Mackay, 75, brittisk författare.
- 27 december – Eduard Bendemann, 78, tysk målare.
- 28 december – Carl Banck, 80, tysk kompositör och musikkritiker.
- 29 december – Ludwig Philippson, 78, tysk rabbin.
- 30 december – Henry Yule, 69, brittisk militär och geograf.
- 31 december
  - Ernest Saint-Charles Cosson, 70, fransk botaniker.
  - Ion Creangă, 52, rumänsk författare.

### Fotnoter
1. 1 2  ”USA:s militära insatser i utlandet 1798-2004”. Arkiverad från originalet den 9 december 2013. https://web.archive.org/web/20131209174005/http://www.history.navy.mil/library/online/forces.htm. Läst 30 januari 2011.
2. ↑  Store norske leksikon
3. ↑  - World Statesmen
4. ↑  World Statesmen (läst 3 april 2011)
5. ↑  World Statesmen (läst 3 april 2011)
6. ↑  World Statesmen (läst 3 april 2011)
7. ↑  World Statesmen (läst 3 april 2011)
8. ↑  Statesmen
9. ↑  SVT - Sophiahemmet Arkiverad 5 november 2011 hämtat från the Wayback Machine.
10. ↑  Donald Beaty et al., "Standard Handbook for Electrical Engineers 11th Ed.", McGraw Hill, 1978
11. ↑  ACW's Insulator Info – Book Reference Info – History of Electrical Systems and Cables
12. ↑  R. M. Black The History of Electric Wires and Cables, Peter Perigrinus, London 1983 ISBN 0-86341-001-4 pages 94–96
13. ↑  ”SPURLING HOUSE” (på engelska). Victorian Heritage Database. Heritage Council Victoria. 11 juni 2008. Arkiverad från originalet den 14 maj 2018. https://web.archive.org/web/20180514151021/http://vhd.heritagecouncil.vic.gov.au/places/159. Läst 17 maj 2020.
14. ↑  Det hände i dag